# 2015-ös Ázsia-kupa (egyenes kieséses szakasz)
A 2015-ös Ázsia-kupa egyenes kieséses szakasza január 22-én kezdődött, és január 31-én ért véget a Sydneyben rendezett döntővel. Az egyenes kieséses szakaszban nyolc csapat vett részt, amelyek a csoportkör során a saját csoportjuk első két helyének valamelyikén végeztek. Az egyenes kieséses szakasz 8 mérkőzésből állt: 4 negyeddöntőt, 2 elődöntőt és 2 helyosztó mérkőzést rendeztek.
Az egyes mérkőzések győztesei továbbjutottak a következő körbe. A vesztes csapatok kiestek a kontinenstornáról, kivéve az elődöntő vesztes csapatait, amelyek a 3. helyért mérkőzhettek.
Ha a mérkőzéseken a rendes játékidő végén döntetlen volt az eredmény, akkor 30 perces hosszabbítást rendeztek, ha ezután is döntetlen volt az eredmény, akkor büntetőpárbaj következett.

## Résztvevők
| Csoport | Első helyen továbbjutott | Második helyen továbbjutott |
| ------- | ------------------------ | --------------------------- |
| A       | Dél-Korea                | Ausztrália                  |
| B       | Kína                     | Üzbegisztán                 |
| C       | Irán                     | Egyesült Arab Emírségek     |
| D       | Japán                    | Irak                        |

## Ágrajz
|  |                        |                         |                         |                         |   |                         |                         |                     |                     |                     |               |       |       |
|  | Negyeddöntők           | Negyeddöntők            | Negyeddöntők            |                         |   | Elődöntők               | Elődöntők               | Elődöntők           |                     |                     | Döntő         | Döntő | Döntő |
|  | Negyeddöntők           | Negyeddöntők            | Negyeddöntők            |                         |   | Elődöntők               | Elődöntők               | Elődöntők           |                     |                     | Döntő         | Döntő | Döntő |
|  | január 22. – Melbourne |                         |                         |                         |   |                         |                         |                     |                     |                     |               |       |       |
|  |                        |                         |                         |                         |   |                         |                         |                     |                     |                     |               |       |       |
|  | A1                     | Dél-Korea               | 2                       |                         |   |                         |                         |                     |                     |                     |               |       |       |
|  | A1                     | Dél-Korea               | 2                       | január 26. – Sydney     |   |                         |                         |                     |                     |                     |               |       |       |
|  | B2                     | Üzbegisztán             | 0                       |                         |   |                         |                         |                     |                     |                     |               |       |       |
|  | B2                     | Üzbegisztán             | 0                       |                         |   | Dél-Korea               | Dél-Korea               | 2                   |                     |                     |               |       |       |
|  | január 23. – Canberra  |                         |                         |                         |   | Dél-Korea               | Dél-Korea               | 2                   |                     |                     |               |       |       |
|  |                        |                         | Irak                    | Irak                    | 0 |                         |                         |                     |                     |                     |               |       |       |
|  | C1                     | Irán                    | Irak                    | Irak                    | 0 | 3 (6)                   |                         |                     |                     |                     |               |       |       |
|  | C1                     | Irán                    |                         |                         |   | 3 (6)                   | január 31. – Newcastle  |                     |                     |                     |               |       |       |
|  | D2                     | Irak                    | 3 (7)                   |                         |   |                         |                         |                     |                     |                     |               |       |       |
|  | D2                     | Irak                    | 3 (7)                   |                         |   | Dél-Korea               | Dél-Korea               | 1                   |                     |                     |               |       |       |
|  | január 22. – Brisbane  |                         |                         |                         |   | Dél-Korea               | Dél-Korea               | 1                   |                     |                     |               |       |       |
|  |                        |                         | Ausztrália              | Ausztrália              | 2 |                         |                         |                     |                     |                     |               |       |       |
|  | B1                     | Kína                    | Ausztrália              | Ausztrália              | 2 | 0                       |                         |                     |                     |                     |               |       |       |
|  | B1                     | Kína                    | január 27. – Newcastle  |                         |   | 0                       |                         |                     |                     |                     |               |       |       |
|  | A2                     | Ausztrália              | 2                       |                         |   |                         |                         |                     |                     |                     |               |       |       |
|  | A2                     | Ausztrália              | 2                       |                         |   | Ausztrália              | Ausztrália              | 2                   | Bronzmérkőzés       | Bronzmérkőzés       | Bronzmérkőzés |       |       |
|  | január 23. – Sydney    |                         |                         |                         |   | Ausztrália              | Ausztrália              | 2                   | Bronzmérkőzés       | Bronzmérkőzés       | Bronzmérkőzés |       |       |
|  |                        |                         | Egyesült Arab Emírségek | Egyesült Arab Emírségek | 0 |                         |                         | január 30. – Sydney | január 30. – Sydney | január 30. – Sydney |               |       |       |
|  | D1                     | Japán                   | Egyesült Arab Emírségek | Egyesült Arab Emírségek | 0 | 1 (4)                   |                         | január 30. – Sydney | január 30. – Sydney | január 30. – Sydney |               |       |       |
|  | D1                     | Japán                   |                         |                         |   |                         |                         | Irak                | Irak                | 2                   |               |       |       |
|  | C2                     | Egyesült Arab Emírségek | 1 (5)                   |                         |   |                         |                         | Irak                | Irak                | 2                   |               |       |       |
|  | C2                     | Egyesült Arab Emírségek | 1 (5)                   |                         |   | Egyesült Arab Emírségek | Egyesült Arab Emírségek | 3                   |                     |                     |               |       |       |
|  |                        |                         |                         |                         |   | Egyesült Arab Emírségek | Egyesült Arab Emírségek | 3                   |                     |                     |               |       |       |

## Negyeddöntők

### Dél-Korea – Üzbegisztán
| 2015. január 22. 18:30 (UTC+11) |

| Dél-Korea               | 2–0 (h. u.)                 | Üzbegisztán |
| ----------------------- | --------------------------- | ----------- |
| Son Heung-min 104' 120' | (0–0, 0–0, 1–0) Jegyzőkönyv |             |

| Melbourne Rectangular Stadium, Melbourne Nézőszám: 23 381 Játékvezető: Fahad Al-Mirdasi (Szaúd-arábiai) |

| Dél-Korea | Üzbegisztán |

| GK                   | 23 | Kim Jin-hyeon       |      |      |
| RB                   | 2  | Kim Chang-soo       |      | 69'  |
| CB                   | 5  | Kwak Tae-hwi        | 56'  |      |
| CB                   | 19 | Kim Young-gwon      |      |      |
| LB                   | 3  | Kim Jin-su          |      |      |
| CM                   | 6  | Park Joo-ho         |      |      |
| CM                   | 16 | Ki Sung-yueng (csk) | 115' |      |
| RW                   | 11 | Lee Keun-ho         |      | 111' |
| AM                   | 10 | Nam Tae-hee         |      |      |
| LW                   | 7  | Son Heung-min       |      |      |
| CF                   | 18 | Lee Jung-hyup       |      | 82'  |
| Cserék:              |    |                     |      |      |
| DF                   | 22 | Cha Du-ri           |      | 69'  |
| MF                   | 14 | Han Kook-young      |      | 82'  |
| DF                   | 20 | Jang Hyun-soo       |      | 111' |
| Szövetségi kapitány: |    |                     |      |      |
| Uli Stielike         |    |                     |      |      |

| GK                   | 12 | Ignatiy Nesterov      |     |        |
| RB                   | 14 | Shukhrat Mukhammadiev |     |        |
| CB                   | 3  | Shavkat Mullajanov    |     |        |
| CB                   | 5  | Anzur Ismailov        | 85' |        |
| LB                   | 19 | Vitaliy Denisov       | 57' |        |
| CM                   | 7  | Azizbek Haydarov      |     |        |
| CM                   | 9  | Odil Ahmedov (csk)    |     | 30'    |
| RW                   | 17 | Sanzhar Tursunov      |     | 105+1' |
| AM                   | 13 | Lutfulla Toʻrayev     |     | 85'    |
| LW                   | 4  | Szardor Rasidov       |     |        |
| CF                   | 6  | Bahodir Nasimov       |     |        |
| Cserék:              |    |                       |     |        |
| MF                   | 18 | Timur Kapadze         |     | 30'    |
| MF                   | 10 | Jamshid Iskanderov    |     | 85'    |
| MF                   | 11 | Igor Sergeev          |     | 105+1' |
| Szövetségi kapitány: |    |                       |     |        |
| Mirjalol Qosimov     |    |                       |     |        |

| A mérkőzés játékosa: Kwak Tae-hwi (Dél-Korea) Asszisztensek: Abdulla Al Shalwai (Szaúd-arábiai) Abu Bakar Al Amri (ománi) Negyedik játékvezető: Abdullah Al Hilali (ománi) Ötödik játékvezető: Badr Al-Shumrani (Szaúd-arábiai) |

### Kína – Ausztrália
| 2015. január 22. 20:30 (UTC+10) |

| Kína | 0–2               | Ausztrália     |
| ---- | ----------------- | -------------- |
|      | (0–0) Jegyzőkönyv | Cahill 48' 65' |

| Brisbane Stadium, Brisbane Nézőszám: 46 067 Játékvezető: Kim Jong-hyeok (dél-koreai) |

| Kína | Ausztrália |

| GK                   | 23 | Wang Dalei      |     |     |
| RB                   | 17 | Zhang Chengdong |     |     |
| CB                   | 5  | Zhang Linpeng   | 53' |     |
| CB                   | 3  | Mei Fang        |     | 46' |
| LB                   | 2  | Ren Hang        |     |     |
| CM                   | 15 | Vu Hszi         |     | 83' |
| CM                   | 8  | Cai Huikang     |     |     |
| RW                   | 10 | Zheng Zhi (csk) |     |     |
| AM                   | 16 | Szun Ko         |     | 71' |
| LW                   | 14 | Ji Xiang        |     |     |
| CF                   | 7  | Wu Lei          |     |     |
| Cserék:              |    |                 |     |     |
| MF                   | 4  | Jiang Zhipeng   |     | 46' |
| MF                   | 21 | Yu Hai          |     | 71' |
| FW                   | 9  | Yang Xu         |     | 83' |
| Szövetségi kapitány: |    |                 |     |     |
| Alain Perrin         |    |                 |     |     |

| GK                   | 1  | Mathew Ryan        |     |     |
| RB                   | 2  | Ivan Franjić       |     |     |
| CB                   | 22 | Alex Wilkinson     |     |     |
| CB                   | 20 | Trent Sainsbury    |     |     |
| LB                   | 3  | Jason Davidson     |     |     |
| DM                   | 15 | Mile Jedinak (csk) | 19' |     |
| RW                   | 10 | Robbie Kruse       |     |     |
| CM                   | 23 | Mark Bresciano     |     | 60' |
| CM                   | 21 | Massimo Luongo     |     |     |
| LW                   | 7  | Mathew Leckie      |     | 69' |
| CF                   | 4  | Tim Cahill         |     | 80' |
| Cserék:              |    |                    |     |     |
| MF                   | 14 | James Troisi       |     | 60' |
| FW                   | 16 | Nathan Burns       |     | 69' |
| MF                   | 5  | Mark Milligan      |     | 80' |
| Szövetségi kapitány: |    |                    |     |     |
| Ange Postecoglou     |    |                    |     |     |

| A mérkőzés játékosa: Tim Cahill (Ausztrália) Asszisztensek: Jeong Hae-sang (dél-koreai) Yoon Kwang-yeol (dél-koreai) Negyedik játékvezető: Abdulrahman Abdou (katari) Ötödik játékvezető: Taleb Salem Al-Naemi (katari) |

### Irán – Irak
| 2015. január 23. 17:30 (UTC+11) |

| Irán                                                                         | 3–3 (h. u.)                 | Irak                                                       |
| ---------------------------------------------------------------------------- | --------------------------- | ---------------------------------------------------------- |
| Azmun 24' Pouraliganji 103' Ghoochannejhad 118'                              | (1–0, 1–1, 2–2) Jegyzőkönyv | Yasin 56' Mahmoud 93' Ismail 116' (11-esből)               |
| Büntetőpárbaj                                                                |                             |                                                            |
| Hajsafi Pouraliganji Nekounam Hosseini Ghafouri Jahanbakhsh Teymourian Amiri | 6–7                         | Abdul-Amir Salem Ismail Adnan Mahmoud Kasim Hussein Shaker |

| Canberra Stadium, Canberra Nézőszám: 18 921 Játékvezető: Ben Williams (ausztrál) |

| Irán | Irak |

| GK                          | 1  | Alireza Haghighi        |          |     |
| RB                          | 11 | Vouria Ghafouri         |          |     |
| CB                          | 4  | Jalal Hosseini          |          |     |
| CB                          | 8  | Morteza Pouraliganji    |          |     |
| LB                          | 23 | Mehrdad Pooladi         | 22′, 43′ |     |
| CM                          | 14 | Andranik Teymourian     | 90+4'    |     |
| CM                          | 6  | Javad Nekounam (csk)    |          |     |
| RW                          | 21 | Ashkan Dejagah          |          | 84' |
| AM                          | 7  | Masoud Shojaei          |          | 46' |
| LW                          | 3  | Ehsan Hajsafi           |          |     |
| CF                          | 20 | Szardar Azmun           |          | 63' |
| Cserék:                     |    |                         |          |     |
| MF                          | 13 | Vahid Amiri             |          | 46' |
| FW                          | 18 | Alireza Jahanbakhsh     |          | 63' |
| FW                          | 16 | Reza Ghoochannejhad     |          | 84' |
| Other disciplinary actions: |    |                         |          |     |
| DF                          | 19 | Mohammad Reza Khanzadeh | 120'     |     |
| Szövetségi kapitány:        |    |                         |          |     |
| Carlos Queiroz              |    |                         |          |     |

| GK                   | 12 | Dzsalál Haszan       |       |      |
| RB                   | 23 | Waleed Salem         | 90+2' |      |
| CB                   | 2  | Ahmad Ibrahim        | 2'    |      |
| CB                   | 14 | Salam Shaker         |       |      |
| LB                   | 15 | Durgám Iszmáíl       |       |      |
| CM                   | 21 | Szaad Abd el-Amír    | 102'  |      |
| CM                   | 5  | Jászer Kászim        | 68'   |      |
| RW                   | 9  | Ahmed Yasin          |       | 107' |
| AM                   | 8  | Justin Meram         |       | 46'  |
| LW                   | 17 | Alaa Abdul-Zahra     |       | 65'  |
| CF                   | 10 | Younis Mahmoud (csk) | 100'  |      |
| Cserék:              |    |                      |       |      |
| FW                   | 16 | Marván Huszejn       | 120'  | 46'  |
| DF                   | 6  | Ali Adnan            | 95'   | 65'  |
| MF                   | 7  | Amdzsad Kalaf        |       | 107' |
| Szövetségi kapitány: |    |                      |       |      |
| Rádi Senajsil        |    |                      |       |      |

| A mérkőzés játékosa: Durgám Iszmáíl (Irak) Asszisztensek: Matthew Cream (ausztrál) Paul Cetrangolo (ausztrál) Negyedik játékvezető: Chris Beath (ausztrál) Ötödik játékvezető: Chow Chun Kit (hongkongi) |

### Japán – Egyesült Arab Emírségek
| 2015. január 23. 20:30 (UTC+11) |

| Japán                                          | 1–1 (h. u.)                 | Egyesült Arab Emírségek                                |
| ---------------------------------------------- | --------------------------- | ------------------------------------------------------ |
| Shibasaki 81'                                  | (0–1, 1–1, 1–1) Jegyzőkönyv | Mabkhout 7'                                            |
| Büntetőpárbaj                                  |                             |                                                        |
| Honda Hasebe Shibasaki Toyoda Morishige Kagawa | 4–5                         | O. Abdulrahman Mabkhout Esmaeel Hassan Fardan I. Ahmed |

| Stadium Australia, Sydney Nézőszám: 19 094 Játékvezető: Alirezá Fagáni (iráni) |

| Japán | Egyesült Arab Emírségek |

| GK                   | 1  | Eiji Kawashima      |  |     |
| RB                   | 21 | Gōtoku Sakai        |  |     |
| CB                   | 22 | Maya Yoshida        |  |     |
| CB                   | 6  | Masato Morishige    |  |     |
| LB                   | 5  | Yuto Nagatomo       |  |     |
| DM                   | 17 | Makoto Hasebe (csk) |  |     |
| RM                   | 4  | Keisuke Honda       |  |     |
| CM                   | 7  | Yasuhito Endō       |  | 54' |
| CM                   | 10 | Shinji Kagawa       |  |     |
| LM                   | 18 | Takashi Inui        |  | 46' |
| CF                   | 9  | Shinji Okazaki      |  | 65' |
| Cserék:              |    |                     |  |     |
| MF                   | 14 | Yoshinori Muto      |  | 46' |
| MF                   | 20 | Gaku Shibasaki      |  | 54' |
| FW                   | 11 | Yōhei Toyoda        |  | 65' |
| Szövetségi kapitány: |    |                     |  |     |
| Javier Aguirre       |    |                     |  |     |

| GK                   | 1  | Majed Naser (csk) |       |     |
| RB                   | 9  | Abdulaziz Hussain |       | 76' |
| CB                   | 23 | Mohamed Ahmed     |       |     |
| CB                   | 6  | Mohanad Salem     |       |     |
| LB                   | 14 | Abdelaziz Sanqour |       |     |
| RM                   | 10 | Omar Abdulrahman  | 119'  |     |
| CM                   | 5  | Amer Abdulrahman  |       | 54' |
| CM                   | 13 | Khamis Esmaeel    | 45+2' |     |
| LM                   | 15 | Ismail Al Hammadi | 26'   |     |
| CF                   | 7  | Ali Mabkhout      |       |     |
| CF                   | 11 | Ahmed Khalil      |       | 58' |
| Cserék:              |    |                   |       |     |
| MF                   | 17 | Majed Hassan      |       | 54' |
| MF                   | 4  | Habib Fardan      |       | 58' |
| DF                   | 19 | Ismail Ahmed      | 116'  | 76' |
| Szövetségi kapitány: |    |                   |       |     |
| Mahdi Ali            |    |                   |       |     |

| A mérkőzés játékosa: Mohanad Salem (Egyesült Arab Emírségek) Asszisztensek: Reza Sokhandan (iráni) Mohammad Reza Abolfazli (iráni) Negyedik játékvezető: Nawaf Shukralla (bahreini) Ötödik játékvezető: Ebrahim Saleh (bahreini) |

## Elődöntők

### Dél-Korea – Irak
| 2015. január 26. 20:00 (UTC+11) |

| Dél-Korea                         | 2–0               | Irak |
| --------------------------------- | ----------------- | ---- |
| I Dzsonghjop 20' Kim Jonggvon 50' | (1–0) Jegyzőkönyv |      |

| Stadium Australia, Sydney Nézőszám: 36 053 Játékvezető: Szató Rjúdzsi (japán) |

| South Korea | Iraq |

| GK                   | 23 | Kim Jin-hyeon       |     |       |
| RB                   | 22 | Cha Du-ri           |     |       |
| CB                   | 5  | Kwak Tae-hwi        |     |       |
| CB                   | 19 | Kim Young-gwon      |     |       |
| LB                   | 3  | Kim Jin-su          | 56' |       |
| CM                   | 6  | Park Joo-ho         | 40' |       |
| CM                   | 16 | Ki Sung-yueng (csk) | 7'  | 90+3' |
| RW                   | 7  | Son Heung-min       |     |       |
| AM                   | 10 | Nam Tae-hee         |     | 81'   |
| LW                   | 12 | Han Kyo-won         |     | 46'   |
| CF                   | 18 | Lee Jung-hyup       |     |       |
| Cserék:              |    |                     |     |       |
| FW                   | 11 | Lee Keun-ho         |     | 46'   |
| DF                   | 20 | Jang Hyun-soo       |     | 81'   |
| MF                   | 14 | Han Kook-young      |     | 90+3' |
| Szövetségi kapitány: |    |                     |     |       |
| Uli Stielike         |    |                     |     |       |

| GK                   | 12 | Dzsalál Haszan       |  |     |
| RB                   | 23 | Waleed Salem         |  |     |
| CB                   | 2  | Ahmad Ibrahim        |  |     |
| CB                   | 14 | Salam Shaker         |  |     |
| LB                   | 15 | Durgám Iszmáíl       |  |     |
| CM                   | 21 | Szaad Abd el-Amír    |  |     |
| CM                   | 13 | Oszáma Rasíd         |  | 63' |
| RW                   | 7  | Amdzsad Kalaf        |  |     |
| AM                   | 17 | Alaa Abdul-Zahra     |  | 77' |
| LW                   | 9  | Ahmed Yasin          |  | 63' |
| CF                   | 10 | Younis Mahmoud (csk) |  |     |
| Cserék:              |    |                      |  |     |
| DF                   | 6  | Ali Adnan            |  | 63' |
| MF                   | 19 | Mahdi Kámel          |  | 63' |
| FW                   | 16 | Marván Huszejn       |  | 77' |
| Szövetségi kapitány: |    |                      |  |     |
| Rádi Senajsil        |    |                      |  |     |

| A mérkőzés játékosa: Nam Tae-hee (Dél-Korea) Asszisztensek: Toru Sagara (japán) Toshiyuki Nagi (japán) Negyedik játékvezető: Alireza Faghani (iráni) Ötödik játékvezető: Reza Sokhandan (iráni) |

### Ausztrália – Egyesült Arab Emírségek
| 2015. január 27. 20:00 (UTC+11) |

| Ausztrália                | 2–0               | Egyesült Arab Emírségek |
| ------------------------- | ----------------- | ----------------------- |
| Sainsbury 3' Davidson 14' | (2–0) Jegyzőkönyv |                         |

| Newcastle Stadium, Newcastle Nézőszám: 21 079 Játékvezető: Ravshan Ermatov (üzbegisztáni) |

| Ausztrália | Egyesült Arab Emírségek |

| GK                   | 1  | Mathew Ryan        |     |     |
| RB                   | 2  | Ivan Franjic       |     |     |
| CB                   | 20 | Trent Sainsbury    |     |     |
| CB                   | 6  | Matthew Spiranovic |     |     |
| LB                   | 3  | Jason Davidson     |     |     |
| RM                   | 5  | Mark Milligan      |     | 59' |
| CM                   | 15 | Mile Jedinak (csk) | 64' |     |
| LM                   | 21 | Massimo Luongo     |     |     |
| RW                   | 10 | Robbie Kruse       |     | 82' |
| LW                   | 7  | Mathew Leckie      | 42' |     |
| CF                   | 4  | Tim Cahill         |     | 67' |
| Cserék:              |    |                    |     |     |
| MF                   | 17 | Matt McKay         |     | 59' |
| FW                   | 9  | Tomi Juric         |     | 67' |
| MF                   | 14 | James Troisi       |     | 82' |
| Szövetségi kapitány: |    |                    |     |     |
| Ange Postecoglou     |    |                    |     |     |

| GK                   | 1  | Majed Naser (csk)   |  |     |
| RB                   | 14 | Abdelaziz Sanqour   |  |     |
| CB                   | 23 | Mohamed Ahmed       |  |     |
| CB                   | 6  | Mohanad Salem       |  |     |
| LB                   | 3  | Walid Abbas         |  | 78' |
| CM                   | 13 | Khamis Esmaeel      |  |     |
| CM                   | 5  | Amer Abdulrahman    |  |     |
| RW                   | 10 | Omar Abdulrahman    |  |     |
| AM                   | 16 | Mohamed Abdulrahman |  | 46' |
| LW                   | 7  | Ali Mabkhout        |  |     |
| CF                   | 11 | Ahmed Khalil        |  | 66' |
| Cserék:              |    |                     |  |     |
| MF                   | 15 | Ismail Al Hammadi   |  | 46' |
| FW                   | 20 | Saeed Al-Kathiri    |  | 66' |
| MF                   | 21 | Haboush Saleh       |  | 78' |
| Szövetségi kapitány: |    |                     |  |     |
| Mahdi Ali            |    |                     |  |     |

| A mérkőzés játékosa: Massimo Luongo (Ausztrália) Asszisztensek: Abdukhamidullo Rasulov (üzbegisztáni) Bakhadyr Kochkarov (kirgiz) Negyedik játékvezető: Abdulrahman Abdou (katari) Ötödik játékvezető: Ramzan Al-Naemi (katari) |

## Bronzmérkőzés
| 2015. január 30. 20:00 (UTC+11) |

| Irak                | 2–3               | Egyesült Arab Emírségek                |
| ------------------- | ----------------- | -------------------------------------- |
| Salem 28' Kalaf 42' | (2–1) Jegyzőkönyv | Khalil 16' 51' Mabkhout 57' (11-esből) |

| Newcastle Stadium, Newcastle Nézőszám: 12 829 Játékvezető: Nawaf Shukralla (bahreini) |

| Irak | Egyesült Arab Emírségek |

| GK                   | 20 | Mohammed Hameed      |       |     |
| RB                   | 23 | Waleed Salem         | 90+4' |     |
| CB                   | 2  | Ahmad Ibrahim        | 55′   |     |
| CB                   | 14 | Salam Shaker         |       |     |
| LB                   | 15 | Durgám Iszmáíl       | 37'   |     |
| CM                   | 21 | Szaad Abd el-Amír    |       |     |
| CM                   | 5  | Jászer Kászim        |       |     |
| RW                   | 7  | Amdzsad Kalaf        |       | 86' |
| AM                   | 19 | Mahdi Kámel          |       | 62' |
| LW                   | 9  | Ahmed Yasin          |       | 80' |
| CF                   | 10 | Younis Mahmoud (csk) |       |     |
| Cserék:              |    |                      |       |     |
| DF                   | 3  | Ali Bahdzsat         |       | 62' |
| DF                   | 6  | Ali Adnan            |       | 80' |
| FW                   | 8  | Justin Meram         |       | 86' |
| Szövetségi kapitány: |    |                      |       |     |
| Rádi Senajsil        |    |                      |       |     |

| GK                   | 12 | Khalid Eisa        |     |     |
| RB                   | 9  | Abdulaziz Hussain  | 79' |     |
| CB                   | 23 | Mohamed Ahmed      |     |     |
| CB                   | 6  | Mohanad Salem      |     |     |
| LB                   | 14 | Abdelaziz Sanqour  |     | 68' |
| RM                   | 17 | Majed Hassan       |     |     |
| CM                   | 13 | Khamis Esmaeel     |     |     |
| LM                   | 4  | Habib Fardan       |     | 54' |
| RF                   | 10 | Omar Abdulrahman   | 41' |     |
| CF                   | 11 | Ahmed Khalil (csk) |     | 76' |
| LF                   | 7  | Ali Mabkhout       |     |     |
| Cserék:              |    |                    |     |     |
| MF                   | 15 | Ismail Al Hammadi  |     | 54' |
| DF                   | 3  | Walid Abbas        |     | 68' |
| MF                   | 5  | Amer Abdulrahman   |     | 76' |
| Szövetségi kapitány: |    |                    |     |     |
| Mahdi Ali            |    |                    |     |     |

| A mérkőzés játékosa: Ahmed Khalil (Egyesült Arab Emírségek) Asszisztensek: Yaser Tulefat (bahreini) Ebrahim Saleh (bahreini) Negyedik játékvezető: Ben Williams (ausztrál) Ötödik játékvezető: Matthew Cream (ausztrál) |

## Döntő
| 2015. január 31. 20:00 (UTC+11) |

| Dél-Korea          | 1–2 (h. u.)                           | Ausztrália             |
| ------------------ | ------------------------------------- | ---------------------- |
| Szon Hungmin 90+1' | (0–1, 1–1, 1–2) Jegyzőkönyv Részletek | Luongo 45' Troisi 105' |

| Stadium Australia, Sydney Nézőszám: 76 385 Játékvezető: Alirezá Fagáni (iráni) |